# رادیم (ناحیه کولین)
رادیم (به چکی: Radim) یک منطقهٔ مسکونی در جمهوری چک است که در ناحیه کولین واقع شده‌است. رادیم ۵٫۰۵ کیلومتر مربع مساحت و ۱٬۲۳۱ نفر جمعیت دارد و ۲۰۵ متر بالاتر از سطح دریا واقع شده‌است.